# Мухамед Омар
Мухамед Умар Муџахид (1960 – 23. април 2013), познатији као Мула Омар, или Мухамед Омар, био је авганистански милитантни вођа и оснивач и први вођа талибана од 1994. до своје смрти 2013. године. Током Трећег авганистанског грађанског рата, талибани су се борили против Северне алијансе и преузели контролу над већим делом земље, успоставивши свој Први исламски емират у којем је Омар спорно почео да служи као врховни вођа 1996. године. Убрзо након што је Ал Каида извршила нападе 11. септембра, влада талибана је срушена америчком инвазијом на Авганистан, што је навело Омара да се сакрије. Успешно је избегао заробљавање од стране коалиције предвођене Американцима пре него што је умро 2013. године од туберкулозе.
Рођен у религиозној породици у Кандахару, Омар се школовао у локалним медресама у Авганистану. Након што је Совјетски Савез напао Авганистан 1979. године, придружио се авганистанским муџахединима да би се борио у совјетско-авганистанском рату, а обучавао га је Амир Султан Тарар. Служио је као важан побуњенички командант током неколико окршаја, изгубивши десно око у експлозији. Совјети су се на крају повукли из земље 1989. године, а авганистанска Демократска Република, коју су подржавали Совјети, срушена је 1992. године, што је покренуло Други авганистански грађански рат. Иако је у почетку остао тих и фокусиран на наставак студија, Омар је постајао све незадовољнији оним што је доживљавао као фасаду у земљи, што га је на крају навело да се врати борби у грађанском рату.
Године 1994, Омар је, заједно са верским ученицима у Кандахару, формирао талибане, који су до 1996. године изашли као победници над другим авганистанским фракцијама. Омар је предводио талибане да формирају сунитску исламску теократију на челу са Врховним саветом, познатим као Исламски Емират Авганистана, који је строго спроводио шеријат. Док су владали између 1996. и 2001. године, талибани су били широко осуђивани због масакра над цивилима; дискриминације верских и етничких мањина; забране женама школовања и већине запослења; и уништавања културних споменика, укључујући Буде из Бамијана, што је Омар лично наредио.
Након што је Ал Каида, којој су талибани пружили уточиште у Авганистану, извршила нападе на Сједињене Државе 11. септембра 2001. године, амерички председник Џорџ В. Буш захтевао је да талибани изруче вођу Ал Каиде Осаму бин Ладена Сједињеним Државама. Талибани, под вођством Муле Омара, одбили су да га изруче САД без конкретних доказа који га повезују са нападима и тражили су доказ о његовој умешаности у нападе. Међутим, Сједињене Државе су имале довољно доказа да је он био у Авганистану и под заштитом талибана, те су потом започеле Глобални рат против тероризма и предводиле мултинационалну инвазију на Авганистан у октобру 2001. године, уз значајну подршку антиталибанске Северне алијансе. До децембра 2001. године, талибанску владу је свргнула коалиција предвођена Американцима; Омар је побегао из Кандахара, скривао се у провинцији Забул и делегирао оперативну контролу над талибанима својим заменицима. Под његовом командом, талибани су покренули побуну против нове авганистанске владе и коалиције. Иако је Омар био предмет деценије дуге међународне потраге, он се скривао до краја живота. Умро је 2013. године, наводно због туберкулозе, што није јавно откривено до 2015. године. Талибани су 2021. године свргли авганистанску владу и повратили власт након пада Кабула.
Омар остаје веома популарна личност међу талибанима, који га виде као кључног борца за слободу који је бранио исламске принципе Авганистана – прво против Совјетског Савеза, а касније против Запада. Други су га критиковали због његовог начина владавине и његовог верског догматизма.